# Феоктист (Мочульський)
Мочульський Іван (чернече ім'я — Теоктист (Феоктист); (*1729, Правобережна Україна — †29 квітня 1818, Бєлгород) — український релігійний діяч, учений, письменник, архімандрит. Один із видатних протекторів Харківського колегіуму.
Архієпископ Бєлгородський і Курський Відомства православного сповідання Російської імперії.

## Навчання
Навчався спочатку в Переяславському колегіумі. Продовжив навчання в Києво-Могилянській академії (КМА) в часи ректорства Г. Кониського (1752—1754). Ще студентом прийняв чернечий постриг.

## Церковна кар'єра
У 1761 р. Мочульського зведено в сан ієромонаха і призначено законовчителем Санкт-Петербурзького сухопутного шляхетського кадетського корпусу. Для своїх учнів написав підручник «Краткая Логика и Риторика». Займався проповідництвом. Кілька його проповідей тоді ж було надруковано.
У 1767 р. висвячений у сан архімандрита і призначений настоятелем Глухівського Петропавлівського монастиря. У Глухові залишався недовго. Протягом 1767—1784 рр. був архімандритом Гамаліївського Різдвобогородицького Харлампіївського монастиря (до 1776), Полтавського Хрестовоздвиженського монастиря (до 1779), займаючи одночасно посаду адміністратора Слов'янського і Херсонського Євгенія Булгаріса. Як знавець грецької мови допомагав єпископу-греку керувати єпархіальними справами.
У 1777 р. викладав у Полтавській слов'янській семінарії латинську мову, арифметику, музику, географію. Згодом Мочульського переміщено до Київського Михайлівського Золотоверхого монастиря, згодом — до Ростовського Яковлівського Зачатьївського монастиря, а звідти — до Тверського Калязінського Троїцького монастиря.

### Єпископ
У 1784 р. — призначено на єпископа Севського і Брянського. У 1787 р. Мочульський — єпископ Бєлгородський і Курський (з 15.09.1799 — архієпископ). Особливу увагу приділяв Харківському колегіуму і Бєлгородській семінарії. У 1796 р. склав і видав Інструкцію для інспекторів Харківського колегіуму.

### Опіка освітою, письменством, краєзнавством
У Бєлгороді розширив старе приміщення семінарії і побудував нове. У 1787 р. відкрив клас риторики, у 1788 р. — філософії, у 1790 р. — богослов'я.
Сам склав і видав підручники для семінаристів:
- «Словеснословие и песнопение» (1790), який складався із розділу «Риторики и Логики» та трактату «Краткая грамматика и Поэзия»; друге видання (Харків, 1811) має додаток у вигляді трактату про нотний спів;
- «Сокращение нравственной Дергамовой физики и астрономии, в Белгородской семинарии учрежденной» (1797), переклад з французької мови;
- «Опыт герменевтического объяснения о Пасхалии по неисходному индиктіону» (1799), на це видання отримав схвальний відгук академічних корпорацій КМА;
- «Краткие правила ирмолойного пения» (1800), друге видання (1806) має додаток «Трактат о внешнем богослужении» під загальною назвою «Четверочастный дар юным Курской епархии священно-церковно-служительским детям»;
- «Краткое объяснение церковного устава» (1800), згодом стало класичним підручником для навчальних закладів Російської імперії;
- «Краткая Логика и Риторика для учащихся в российских духовных училищах» (1803);
- «Драхма от сокровища Божественных писаний Ветхого и Нового Завета, т. е. сокращение правил при чтении Священного писания к знанию потребных» (1809).

Відкрив школи в Курську і Старому Осколі, Обоянську школу при Знаменському монастирі, у 1793 р. — Рильську і Путивльську школи. Опікувався також парафіяльними школами, склав для них програму «Сокращение детской Энциклопедии и самократчайшии правила латинской грамматики» (1815).
Видав підручник для домашнього навчання «Наставления для священно-церковно-служителей Курской епархии, как им обучать детей в домах своих» (1807).
Вважається першим краєзнавцем Курської губернії. Його перу належить книга з історії Курського Знаменського монастиря та «История Белгородской духовной семинарии».
У 1813 р. заснував у Курську одне з перших відділень Всеросійського біблійного товариства (Всероссийское библейское общество).

## Нагороди і відзнаки
Івана Мочульського нагороджено:
- орденом св. Анни 1-го ст. (1800),
- орденом св. Олександра Невського (1810), обрано почесним членом:
- Харківського університету (30.08.1815),
- Російської АН.